# 에게해
에게해(그리스어: Αιγαίο Πέλαγος듣기 (도움말·정보), 영어: Aegean Sea, 튀르키예어: Ege Denizi)는 그리스와 소아시아, 크레타섬에 둘러싸인 바다이다. 다르다넬스 해협과 보스포루스 해협을 통해 마르마라해 및 흑해와 연결된다. 에게해의 섬들은 크레타와 로도스 같은 그리스 남부 현까지 산재한다. 튀르키예의 에게해 지역은 튀르키예 남서부의 9개 주로 이루어져 있으며 일부는 에게해와 접하고 있다.
원래 이 바다는 아르키펠라고스(그리스어: Αρχιπέλαγος)라고 했으나, 이 낱말은 에게해 제도를 가리키는 낱말로 굳어졌고, 에게 해가 많은 섬으로 유명했기에, 후에 에게 해 제도처럼 많은 섬으로 이루어진 군도를 가리키는 일반적인 표현이 되었다.

## 어원
고대에 "에게"라는 이름에 대해 수많은 설이 있었다. 대개는 그리스의 한 도시이던 아이가이 혹은 이 바다에서 죽었다는 아마조네스의 여왕 아이게아(Aegea)의 이름을 땄다고도 하며, 혹은 백 개의 손을 가진 브리아레오스의 다른 이름인 "바다 염소" 아이가이온(Aigaion)에서 나온 말이라고도 하며, 특히 아테네인들 사이에서는 테세우스의 아버지인 아이게우스가 아들이 죽은 줄 착각하고 이 바다에 투신하여 그 이름에서 유래했다고 보기도 한다.
또 한 가지는, "파도"를 뜻하는 그리스어 낱말 "아이게스"(αἶγες, 알렉산드리아의 헤쉬키오스는 "염소αἴξ"의 은유적 표현으로 썼다)에서 나왔다고도 하는데, 그리하여 "파도치는 바다"란 뜻이 된다. "해안"을 뜻하는 αἰγιαλός에서도 유사성을 찾을 수 있다.

## 역사
현재의 해안선은 기원전 4000년경으로 거슬러 올라간다. 이전 시대인 후기 빙하시대(약 기원전 16,000년)의 절정 때 전체 해수면은 130 m 낮아 에게 해 북부의 상당수는 물이 많은 거대한 해안 평야였다. 최초로 인간이 이 곳을 점유한 뒤에도 오늘날의 밀로스섬과 같은 곳은 그리스 본토와 연결되어 있었다. 현재의 해안 배치는 빙하시대 이후 해발 고도가 이후 3,000년여 년간 높아지던 기원전 7,000년에 나타났다.
이후 청동기 시대에 그리스와 에게해의 문명은 에게 문명으로 일컫는다. 고대에 이 바다는 크레타섬의 미노스 문명과 펠로폰네소스반도의 미케네 문명 이 두 고대 문명의 모태가 되었다.

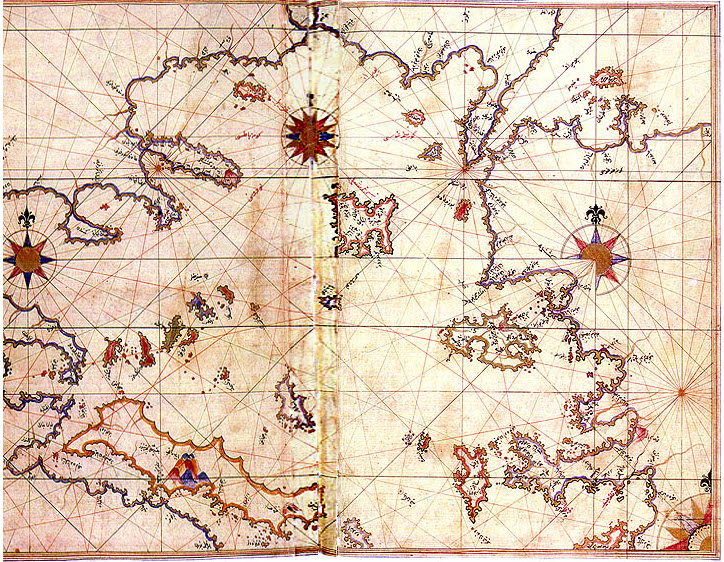
피리 레이스의 에게해 지도.

그 뒤로는 아테네와 스파르타 등을 비롯한 수많은 도시국가가 출현했다. 플라톤은 에게해 주변에 사는 그리스인들을 이르러 "연못가의 개구리들처럼" 살고 있다고 묘사했다. 에게해는 나중에 페르시아와 로마의 침략을 받았으며, 비잔티움 제국, 베네치아, 셀주크 투르크, 오스만 제국의 영역이 되었다. 에게해는 민주주의의 고향이며, 그 해상 항로는 동부 지중해의 여러 다양한 문명의 교류 수단이 되었다.

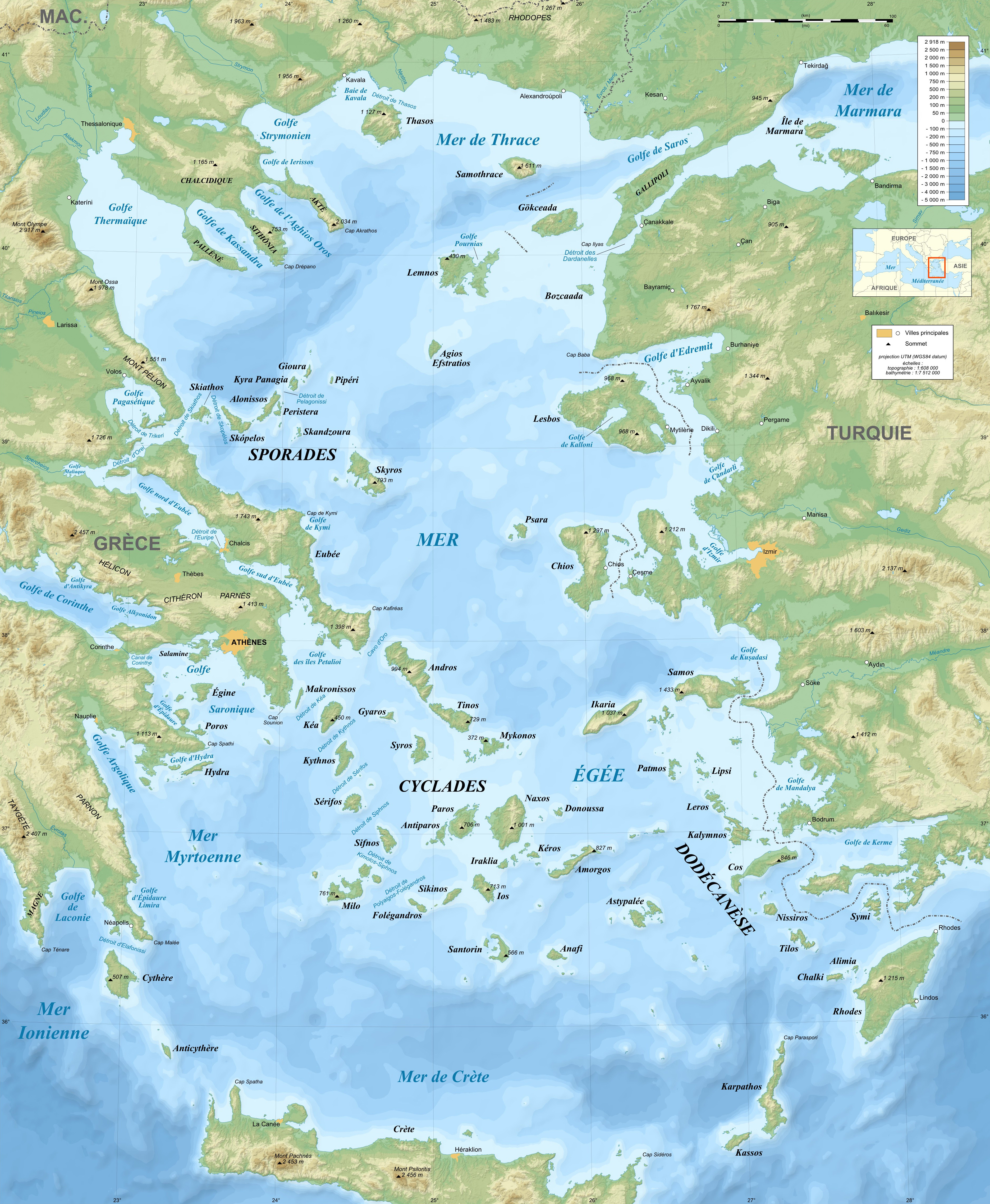
지형 및 수심 지도

그리고 2020년에 에게해에서 지진이 일어났다.

## 지리
에게해의 면적은 대략 21만 4,000km2이며 경도선으로는 약 610km, 위도선으로는 약 300km 정도에 걸쳐 있다. 에게해에서 가장 깊은 해역인 크레타 동쪽은 수심이 3,543m에 이른다. 아래에 제시된 에게해의 섬들은 해역 남쪽의 키티라, 안티키티라, 크레타, 카소스, 카르파토스, 로도스섬을 경계로 하고 있다(대개 동서로 뻗어있다).
에게해 제도는 다음과 같이 7개로 묶을 수 있다.
1. 북동부 에게해 제도
2. 에비아(에우보이아)
3. 북부 스포라데스 제도
4. 키클라데스 제도
5. 사로니코스 제도
6. 도데카니사 제도(혹은 남부 스포라데스 제도)
7. 크레타

군도를 뜻하는 archipelago는 원래 에게해와 그 제도를 이르는 지명이었다. 여러 에게해 제도(혹은 열도)는 사실 본토에 뻗어있는 산맥의 연장이다. 어떤 산맥은 키오스까지 연결되며, 에비아와 사모스까지 이어지는 것도 있고, 다른 산맥은 펠로폰네소스반도에서 크리티를 지나 로도스까지 이어져 에게해와 지중해를 구분해준다.

### 수역과 수리화학적 분석
에게해의 소금기가 많은 지중해 바닷물이 터키 서부 해안을 따라 북쪽으로 올라가고 일부는 흑해로 흘러들어가면서, 바닷물이 반시계 방향으로 돌고 있다. 염분 농도가 높은 지중해 바닷물이 흑해로 유입되면, 수심 23~30m 아래로 내려가서 다르다넬스 해협을 지나 마르마라해에 초속 5~15cm로 흘러간다. 흑해에서 흘러나오는 바닷물은 에게해 북부 해안을 따라 서쪽으로 흘러가서 그리스 동부 해안을 따라 남쪽으로 간다..
에게해의 물리적인 해양 움직임은 주로 지역 기후, 남동부 유럽의 주유 하천에서 흘러나오는 담수, 다르다넬스 해협을 통해 흘러나오는 흑해 바닷물의 계절적인 변화에 주로 영향을 받는다.
1991년과 1992년의 에게해 분석은 세 수괴를 보여준다.
- 에게해 표면 해수: 40~50m 두께로, 기온은 여름에 21~26 °C이고, 겨울에 북쪽은 10 °C이고 남쪽은 16 °C에 이른다.
- 에게해 중간 해수: 수심 40~50m 밑에서 200~300m 사이로, 기온은 11~18 °C이다.
- 에게해 해저 해수: 수심 200~300m 밑이며, 매우 균일한 온도(13~14 °C)와 염분 농도(39.1~39.2%)를 보인다.

## 같이 보기
- 에게해 제도